# Costruzione lean
La costruzione lean (inglese: lean construction) è una recente pratica di management applicato ai processi edilizi. Si tratta di una applicazione ed un adattamento dei principi e delle pratiche della lean manufacturing agli interventi immobiliari, di costruzione e gestione edilizia. La pratica della costruzione lean consiste in una ricerca che si può definire, olistica, con miglioramenti simultanei e continui in tutte le dimensioni dell'ambiente costruito e naturale: il progetto, la costruzione, l'uso e la gestione, la manutenzione, la salvaguardia ed il recupero delle risorse, il riciclaggio. Quest'approccio mira a gestire e migliorare i processi di costruzione applicando il minimo costo per il raggiungimento del massimo valore, attraverso la riduzione dei fattori di spreco e la considerazione essenziale dei bisogni del cliente e/o della persona.

## Nascita e sviluppo
Il termine venne coniato nel 1993, dal Gruppo Internazionale per la lean construction. Diversi degli studiosi presenti in quella occasione hanno poi contribuito a svilupparne e sperimentarne i concetti in varie sperimentazioni e ricerche.
Nel corso di un seminario del 1992, il prof. Lauri Koskela Archiviato il 31 luglio 2007 in Internet Archive. portò all'attenzione della comunità tradizionale del project management le inadeguatezze del modello tradizionale, tempi-costi-qualità gettando le basi di una nuova teoria. Nel 1994 e nel 1998, altri studiosi, tra cui Glenn Ballard e Greg Howell, continuarono in tale impostazione teorica, dimostrando altre anomalie del management tradizionale. Uno dei elementi principali di crisi del management tradizionali, era riconducibile all'analisi della pianificazione del processo, che denotava ritardi rilevanti e continui: normalmente, infatti, solo di 50% degli incarichi di lavoro programmati settimanalmente erano completati per la fine della stessa settimana.
Queste ricerche, quindi, volevano dimostrare che i modelli concettuali di Construction Management e gli strumenti che questa utilizza non erano più in grado di rispettare i tempi di consegna, i budget e la qualità desiderata. La tesi era che i progetti erano caratterizzati da endemici problemi di qualità e dal sorgere di continue liti e contenziosi. I proprietari delle Costruzioni Statunitensi nel sesto sondaggio annuale, CMAA, (2006), a tale proposito commentavano: "Mentre il costo dell'acciaio e del cemento fanno notizia e titolo, i fallimenti nella gestione dei progetti di costruzione, pur essendo meno pubblicizzati, possono essere disastrosi. Ascoltate attentamente questo messaggio. Non parliamo di materiali, di metodi, di attrezzature, o dei documenti del contratto. Parliamo di come lavoriamo per consegnare progetti di successo e come gestiamo i costi dell'inefficienza".
Lauri Koskela nel 2000 notò che la discrepanza tra i modelli concettuali e la realtà osservata sottolineava la debolezza, dietro l'apparente efficienza, del management tradizionale e segnalò la necessità di una nuova teoria della produzione nel settore delle costruzioni. Lo stesso individuò, nel sistema manifatturiero della Toyota, il metodo di produzione ideale per sviluppare un più razionale management di produzione dei processi costruttivi, realizzando così la struttura di un nuovo sistema di gestione edilizia definito come "Nuovo Paradigma". La produzione doveva essere concettualizzata in tre elementi complementari: Trasformazione (T), Flusso (F), e generazione di Valore (V). Nel 2002, quindi, Lauri Koskela assieme a Greg Howell revisionarono le lacune esistenti nella teoria di gestione costruttiva tradizionale rielaborando i metodi di pianificazione, esecuzione e controllo.
Da un altro lato vi fu il riconoscimento, da parte di molti, che i processi costruttivi riflettono prototipi di comportamento complesso e caotico, soprattutto nel flusso di materiali e di informazioni dentro e fuori dal sito di produzione; questa analisi condusse un altro studioso, S. Bertelsen a suggerire nel 2003, per la gestione degli interventi edilizi, l'uso di modelli caratteristici della teoria del caos e dei sistemi. Secondo lo studioso, i progetti di costruzione dovevano essere considerati alla stregua di un processo di produzione, ma anche come un insieme diversificato di agenti, operazioni e sistema sociale.

## Definizione della Costruzione Lean
La costruzione lean è un modo di progettare la produzione edilizia minimizzando lo spreco di tempo e materiali e generando nel medesimo tempo la massima creazione possibile di valore. Un sistema di produzione impostato in un modo atto a conseguire gli obiettivi prefissati ha la necessità della collaborazione di tutti i partecipanti al progetto Questa organizzazione va oltre le disposizioni contrattuali, i controlli, le revisioni di routine delle opere, e la loro costruibilità; non ci si deve più limitare a registrare semplicemente gli scostamenti dal budget iniziali ed a reagire ad essi, nasce la necessità e la spinta ad informare ed influenzare la progettazione ed il flusso delle opere. 
La costruzione lean mira ad incorporare i benefici di un'organizzazione generale di responsabilità, congiunta tra tutti gli attori del processo edilizio. Riconosce essenzialmente che gli obbiettivi desiderati influenzeranno i mezzi per conseguirli, ma che anche gli stessi mezzi disponibili condizioneranno i fini iniziali.
La costruzione lean si differenzia con la produzione lean per le applicazioni pratiche ma ne condivide i principi:
- ottimizzazione dell'intero sistema attraverso la collaborazione e il sistematico apprendimento;
- miglioramento continuo e inseguimento della perfezione coinvolgendo ciascun attore nel sistema;
- focus sulla consegna del valore desiderato dalla proprietà, dal cliente, dall'utente finale;
- permettere al valore di fluire sistematicamente eliminando gli ostacoli alla sua creazione e quelle parti del processo che non lo generano;
- creazione di produzione pull (tirata dal cliente).

Le differenze con la produzione lean derivano dal riconoscimento che il processo edilizio è un sistema di produzione dove il prodotto è generalmente un prototipo. Come Dennis Sowards affermò nel 2004, la priorità per tutti i lavori di costruzione è mantenere il flusso continuo delle opere, così che i team di progettazione, le squadre di lavoro, le forniture dei materiali e le consegne, siano sempre produttive nella costruzione dei prodotti, nella riduzione del magazzino, e nella riduzione dei costi.
Il maggiore strumento della costruzione lean per il miglioramento del processo è il Last Planner System, letteralmente Sistema dell'Ultimo Pianificatore, ma altri strumenti lean già provati con successo nell'industria manifatturiera sono stati adattati alla produzione edilizia. Questi includono: 5S, Kanban, eventi Kaizen, quick setup/changeover, Poka Yoke, Controllo Visuale e i Cinque Perché (Five Whys).
La Costruzione Lean individua obbiettivi di migliore pratica, (best practice) che sono oggetto di continua ricerca ed evoluzione. Riportiamo alcuni di questi obbiettivi, come suggerito da C.T. Cain ed altri nel 2004:
1. Le costruzioni dovranno consegnare la massima funzionalità, con il soddisfacimento degli utenti finali.
2. Gli utenti finali dovranno ottenere il soddisfacimento delle proprie esigenze con il più basso costo sostenuto dalla proprietà.
3. L'inefficienza e lo spreco nell'uso degli operai e dei materiali dovrà essere eliminata.
4. I Costruttori e i fornitori dovranno essere coinvolti nella progettazione sin dall'inizio per raggiungere l'integrazione e la costruttibilità.
5. La progettazione e la costruzione dovranno essere collegate in ogni singolo punto attraverso una più effettiva coordinazione, rendendo trasparenti le rispettive responsabilità degli attori coinvolti.
6. Le realizzazioni correnti, gli stati d'avanzamento, ed il successo dei miglioramenti dovranno essere verificati da specifiche misure coordinate e continue.

La metodologia innovativa integra e vuole superare i modelli del tradizionale project management attraverso analisi, processi e sviluppi di fattori da quest'ultima non considerati. Riportiamo i più significativi nuovi apporti ed evoluzioni sviluppati dai vari studiosi:
- Organizzare le interazioni tra attività e i combinati effetti di dipendenza e variazione, è il primo obiettivo della Costruzione Lean, perché queste interazioni influenzano fortemente il tempo e i costi di progetto.[6]
- C'è un focus di ottimizzazione degli apporti al fine di produrre un flusso di lavoro fattibile.[7]
- Il progetto lean è strutturato e organizzato come un processo di generazione di valore, un valore definito dai requisiti di soddisfazione del cliente.
- I soggetti interessati sono coinvolti dall'inizio alla fine nella programmazione e nella progettazione del processo attraverso l'interazione di team funzionali
- Il progetto è il controllo del lavoro di esecuzione.[8]
- Nel metodo lean, le tecniche di tiraggio, (pull), sono utilizzate per governare sia il flusso di materiali che le informazioni, soprattutto attraverso le reti di cooperazione tra specialisti.[9]
- La qualità e gli inventari di magazzino temporaneo sono usati per assorbire la variabilità. Ad ogni livello operativo sono inclusi Circuiti di Controreazione per produrre un rapido sistema di aggiustamento.[10]
- La costruzione lean cerca di mitigare la variabilità in ogni aspetto[11] e di organizzare la rimanente variabilità.[7]
- Il fine è produrre un continuo miglioramento nel processo, nel flusso di lavoro e nei prodotti[6]
- Le decisioni vengono distribuite nel sistema di progettazione-produzione-controllo[7]
- la lean construction ha come obbiettivo l'incremento della trasparenza tra i soggetti: committenti, manager, costruttori, fornitori, lavoratori, riguardo alla conoscenza dell'impatto del lavoro di ciascuno sull'intero progetto.[6]
- Nel metodo lean, uno stoccaggio di compiti da assegnare è mantenuto per ogni squadra o unità di produzione.[9]
- La lean construction cerca di sviluppare nuove forme di contratti commerciali per dare ai costruttori e ai fornitori, e contemporaneamente, sia un fattibile flusso di lavoro che un'ottimizzazione della producibilità al livello del cliente.
- L'approccio di PMI guida e considera l'organizzazione ed il progetto solo a livello macro. Questo è necessario ma non sufficiente per il successo dell'operazione. La Costruzione Lean comprende il Progetto e il Management della produzione e formalmente riconosce che ogni progetto imprenditoriale di successo sarà inevitabilmente collegato alla interazione tra il piano progettuale e l'organizzazione della produzione.

## Esperienze
In vari paesi come la Danimarca, USA, Cile, Brasile, Perù, Svezia sono stati realizzati interventi di Costruzione Lean.
In Gran Bretagna, fu lanciato nel 1997 uno dei maggiori progetti, il Building Down Barriers. In tale progetto il set di strumenti della gestione della catena di distribuzione fu testato in due progetti pilota, ed il completo e dettagliato processo di base fu pubblicato nell'anno 2000 come Building Down Barriers Handbook of Supply Chain Management-The Essentials. Il progetto dimostrava molto chiaramente i fini del pensiero lean (lean thinking) che mira a consegnare maggiori performance di miglioramento costante e continuo al settore delle costruzioni. Il Lean Thinking era proposto come una metodologia di progettazione e costruzione estendibile a tutte le imprese edilizie, sviluppando una supply chain, una catena di cooperazione ad ogni livello strategico e sovraintendendo, nello sviluppo del processo, ai vari progetti temporali e di area.
Il Building Down Barriers Handbook of Supply Chain Management-The Essentials specifica che il nucleo del sistema della gestione della catena di distribuzione è programmato su relazioni di lungo termine, basate sull'aumento del valore: questo deve avvenire nel corso della catena delle forniture, delle consegne e della produzione, migliorando la qualità e riducendo i costi fondamentali, attraverso l'esclusione degli sprechi e dell'inefficienza. Tutto è visto, dalla esperienza d'Oltre Manica, come l'opposto della prassi usuale nel settore delle costruzioni, dove gli operatori lavorano su progetti dopo progetti, nella stessa e inefficiente metodologia, forzando ogni aspetto procedurale per dare profitto e recupero ai costi operativi, consegnando il prodotto ad un prezzo che appare come il cosiddetto prezzo di mercato.

## Uno strumento di gestione
Il Last Planner System, è uno degli strumenti principali della nuova metodologia lean, migliorando sia la progettazione che la costruzione tramite una nuova forma di Schedulazione Prevedibile dei lavori: questi dovranno essere previsti e completati come e quando promessi, in modo trasparente, attraverso un accordo ed una verifica tra i soggetti coinvolti. Un sistema di elementi correlati, la cui realizzazione costante e continua avviene quando tutti i fattori che compongono il processo sono ottimizzati nello stesso tempo. Gli strumenti adoperati sono semplici: moduli di carta in forma tabellare, che compilabili e ed amministrati utilizzando, Post-it, lapis, gomma e fotocopie. Alcuni istituti propongono l'uso di un foglio elettronico.
Il Last Planner System, è composto da un insieme di fasi consequenziali:
La prima operazione consiste nella preparazione di un Programma Collaborativo che coinvolge attivamente fino dalla partenza tutti gli operatori del processo. Una verifica collegiale tra gli stakeholders, approfondirà l'analisi dei rischi assicurando che il flusso di lavoro sia previsto e costruito in continuo, laddove migliore e più probabile risulterà la sua effettiva realizzazione. Un dibattito di chiarimento tra i soggetti coinvolti potrà aiutare ad evidenziare i punti critici ed i vincoli per la formazione di un piano dei lavori concretamente realizzabile. Seguendo questa metodologia, in diversi casi di sperimentazione, si sono realizzati ottimizzazioni nelle tempistiche, nella qualità e nei costi, ottimizzazioni risultate di grande utilità per i clienti, non solo dal punto di vista economico.
Il secondo passo prima dell'inizio dei lavori, consiste nella produzione da parte dei capi-progetto o dei capi-cantiere, dei Compiti di Lavoro Pronto. Questa modalità deve garantire che, quando un lavoro può essere eseguito, venga effettivamente messo in opera. Quindi, la tecnica è quella di non spingere un lavoro in produzione se manca la definizione e disponibilità di tutti i fattori interreagenti. Da ciò deriva il cosiddetto processo di, "Produrre il Pronto", metodo che continuerà in maniera sistematica attraverso tutto il progetto.
Compiti di lavoro Pronti (Schema di Modulo)
- |Rif.|Compito di lavoro (descrizione)| Data reg.|Parte Responsabile|
- |Vincoli|

Pre-requisiti|Risorse|
- |Fattibilità|Note|

Altra parte del metodo è il meeting per il Piano Settimanale di Lavoro che coinvolge tutti i progettisti esecutivi, i capi progetto ed i supervisori dell'impresa in sito. Il piano esplora in ogni soggetto gli interessi interdipendenti e quindi le relazioni tra i compiti di lavoro, prevenendo eventuali contrasti e/o rallentamenti e/o sovra-commesse.
Piano Lavoro Settimanale (Schema Modulo)
- |Progetto | Cantiere | Fase |
- |Oggetto Settimana | Società Costruttrice | Compilatore| Data Preparazione
- |Riferimento| Descrizione Compito di lavoro | Bisogni finali |Compito di lavoro Pronto| Realizzatore |
- |Periodo di Realizzazione| LUN.|MAR.|MER.|GIO.|VEN.|SAB.|DOM|
- |Analisi PPC|

Il progetto del piano settimanale viene organizzato attorno a dichiarazioni di disponibilità o promesse. Tra i soggetti interessati viene stipulato un accordo di programma che definisce, quando i compiti di lavoro devono essere fatti ed attiva richieste di realizzazione dei Compiti di Lavoro all'impresa esecutrice. Il progettista esecutivo, stabilisce i Compiti solo una volta che i soggetti coinvolti hanno verificato le condizioni di soddisfacimento e sono chiari e soddisfatti tutti i pre-requisiti che permettono che i vari lavori possano essere realizzati.
Ciclo delle Promesse di Fernando Flores 
(Preparazione) > Richiesta > (Chiarificazione e negoziazione delle condizioni di soddisfacimento) > Promessa > (Produzione) > Consegna > (Assicurazione) > Dichiarazione Completezza >.
Una volta che il compito di lavoro viene completato, il progettista esecutivo ne dichiara la sua conclusione, così che il capocantiere o l'impresario del lavoro successivo possano assicurare che tale lavoro è stato completato secondo gli standard appropriati, e che il flusso dei lavori può proseguire. 
Un indicatore della misura del successo dell'Ultimo sistema Pianificatore, è la cosiddetta PPC. Questa misura la "Percentuale di Promesse Completate", o la "Percentuale di Piano Completato". Misure settimanali della PPC vengono utilizzate dai progettisti o dalle imprese come base per apprendere metodi di miglioramento, assicurandosi una maggior prevedibilità del programma di lavoro. Come la PPC aumenta, la produttività e la profittabilità del progetto cresce ed il passo di cambiamento può essere anche molto elevato, in relazioni alle sperimentazioni effettuate. 
Un altro indicatore di misura del miglioramento continuo del processo è l'analisi dei motivi che hanno causato ritardi nei compiti di lavoro promessi. Il seguente elenco mostra le motivazioni tipiche, elencate in ordine decrescente di frequenza:
Ragioni Ritardi
- Informazioni non chiare
- Pochi operatori
- Consegna non promessa
- Cambio di Cliente/Progettazione
- Capacità sovrastimata
- Richieste in ritardo
- Requisiti di soddisfacimento non chiari
- Prerequisiti mancanti
- Fallimento delle richieste
- Rifacimenti
- Altro

Catalogare le ragioni in una tabella di Pareto selezionerà e renderà facile l'osservazione dei punti critici dove il gruppo di progettazione e gestione dovrà lavorare per migliorare i risultati.
I benefici dell'Ultimo Sistema Pianificatore, non si fermano alla prevedibilità, al profitto e alla produttività; contribuisce a influenzare un cambiamento positivo di altri parametri misurabili, dagli indicatori industriali come il KPI, in inglese "Key performance indicator". Una ricerca danese ha mostrato che almeno la metà degli incidenti di cantiere, ed il 70% delle assenze per malattia diminuiscono con l'organizzazione in sito dell'Ultimo Sistema Pianificatore.
Lo sviluppo dell'Ultimo Sistema Pianificatore, è in continua evoluzione, sotto la direzione del Lean Construction Institute Directors, il professori, Glenn Ballard e Greg Howell.

## Istituiti e centri di ricerca
- L'Istituto di Costruzione Lean conduce ricerche e sperimentazioni e attività industriali, tramite il Lean Construction Institute.
- Istituti di Costruzione Lean si trovano in UK Archiviato il 21 febbraio 2007 in Internet Archive., Danimarca, Svezia, Norvegia, Cile e Germania.
- The International Group for Lean Construction (IGLC) organizza una conferenza a scadenza annuale.
- Il Gruppo Europeo di Costruzione Lean organizza meeting semestrali, presso l'European Group for Lean Construction.
- Nel 2004 venne pubblicato il primo giornale di Costruzione Lean, The Lean Construction Journal.
- Il Laboratorio di Progetto e Sistema di Produzione dell'Università di Berkeley in California (USA) (P2SL). Le sue ricerche includono la Construction Lean, Project Production Systems Laboratory at the University of California, Berkeley.
- Il Centro per la Costruzione, Progetto, Performance, Valutazione e Implementazione (C2P2AI) presso la Scuola di Pianificazione, Design e Costruzione dell'Università dello Stato Michigan (USA), studia e sviluppa l'efficienza e l'efficacia dei processi edilizi nell'ambiente costruito. (C2P2AI)